# Yvonne Hagnauer
Pour les articles homonymes, voir Goéland (homonymie).
Yvonne Hagnauer, surnommée Goéland, née le 9 septembre 1898 à Paris et morte le 1er novembre 1985 à Clamart, est une pédagogue française qui fonde en 1941 la maison d'enfants de Sèvres avec son mari Roger Hagnauer. D'abord militante dans le syndicat national des instituteurs, elle s'engage en faveur de la paix en 1939. De 1941 à 1970, elle dirige la maison pour enfants de Sèvres, où elle accueille de nombreux orphelins et enfants abandonnés, notamment juifs. Son action lui vaut d'être reconnue Juste parmi les nations.

## Biographie
Yvonne Eugénie Pauline Even est née le 9 septembre 1898, à Paris, d'une famille d'origine bretonne installée dans la banlieue parisienne, à Pavillons-sous-Bois. Son père est voyageur de commerce. Normalienne, elle devient institutrice vers 1918. Elle est titulaire du certificat d'enseignement général « Histoire, lettres, anglais », et certifiée de l'université de Cambridge (anglais). Elle se marie le 28 décembre 1925 à Pavillons-sous-Bois avec Roger Hagnauer, lui-même instituteur et militant humaniste, communiste anti-stalinien. Elle devient professeur d'anglais à l'École supérieure de commerce de Paris.
Féministe et syndicaliste, elle milite au syndicat national des instituteurs (SNI, affilié à la CGT). Elle participe à la création des Centres d'entrainement aux méthodes de pédagogie active (qui devinrent les CEMEA après 1945). Elle est une des organisatrice du Congrès international de l'enseignement, en 1937. Cofondatrice de « La ligue des femmes pour la Paix » en septembre 1938, elle signe en 1939 le « Manifeste pour la Paix » de Lecoin, est révoquée de l'enseignement public.
Elle dirige la colonie de Charny puis crée avec son mari Roger Hagnauer la Maison d'enfants de Sèvres en 1941. Le premier objectif de la maison est d'accueillir des enfants orphelins, chrétiens ou juifs, ou ayant été abandonnés par leurs familles à la suite des nombreux dégâts de la Seconde Guerre mondiale. Puis, progressivement de nombreux enfants juifs vont également être confiés à Yvonne Hagnauer afin de les protéger, à la suite de la déportation de masse.
Un aspect de la pédagogie qui y est pratiquée est de laisser des responsabilités aux enfants dès leur plus jeune âge pour leur apprendre la valeur du travail. De façon plus générale, la pédagogie, basée sur celle d'Ovide Decroly, vise à susciter l’intérêt de l'enfant, la responsabilité, la créativité ainsi que la nécessité de l'effort .
Yvonne Hagnauer donne également asile à des adultes juifs en leur trouvant des emplois (professeurs, conseillers, ouvriers) sous des noms d'emprunt, comme ce fut le cas pour le futur Marcel Marceau.
Cette école nouvelle continuera de fonctionner sous la direction d'Yvonne Hagnauer jusqu'en 1970.
Membre d'un réseau de la Résistance, elle est désignée le 10 septembre 1974 comme « Juste parmi les nations »,,.
Yvonne Hagnauer meurt le 1er novembre 1985 à Clamart, à 87 ans.

## Hommages
Le 4 juin 2006, une plaque comportant le texte suivant a été apposé au 14 rue Croix-Bosset, à Sèvres :

« Ici, de 1941 à 1958, s’élevait la Maison d’enfants de Sèvres, animée par Yvonne et Roger Hagnauer (appelés Goéland et Pingouin), deux instituteurs laïques et humanistes, passionnément épris de paix, qui y pratiquèrent, avec une équipe éducative motivée, des méthodes pédagogiques originales dans l’esprit de l’École nouvelle.
Sous l’Occupation, bravant les lois de Vichy, ils abritèrent, dans La Maison, de nombreux enfants juifs et des orphelins ou victimes de guerre de toutes nationalités, ainsi que des adultes en situation irrégulière (étrangers, francs-maçons, juifs, résistants, réfractaires au S.T.O.).
Plus tard, ils accueillirent des garçons et des filles venant de familles en grande difficulté. Goéland et Pingouin poursuivirent leur œuvre au château de Bussières à Meudon.
Leurs anciens élèves, qui trouvèrent auprès d’eux un refuge, une famille et une inspiration pour toute leur existence, se souviennent avec émotion.
Yvonne Hagnauer (1898 - 1985) a été élevée au grade de Chevalier de la Légion d’Honneur et a reçu la Médaille des Justes de l’État d’Israël. »

Une voie de Valenton porte son nom.
Dans Pingouin et Goéland et leurs 500 petits (2021), Michel Leclerc raconte l'histoire de Roger et Yvonne Hagnauer et de la maison d'enfants de Sèvres où sa mère, fille de déportés, a été accueillie pendant la Seconde Guerre mondiale,.

## Parution posthume
- Pédagogie clandestine pour une école ouverte, La Maison d'enfants de Sèvres, (1976-1979),  (ISBN 978-2-7466-7989-4) ;  Paris, Les enfants de Goëland et de Pingouin, 2015.[11]